# Persephonaster coelochilus
Persephonaster coelochilus is een kamster uit de familie Astropectinidae.
De wetenschappelijke naam van de soort werd in 1893 gepubliceerd door Alfred William Alcock.